# I've Had Enough (canción de The Who)
I've Had Enough es la décima canción (y la última del primer disco, ya que se trata de un álbum doble) de la aclamada ópera-rock Quadrophenia de los Who lanzada por la banda en 1973, producida por Kit Lambert, se trata de un tema de rock esencial para el desarrollo de Jimmy, personaje principal de la opera.

## Composición
La canción tiene una duración de poco más de 6 minutos, completamente escrita por Pete Townshend, guitarrista de The Who, como un extenso número de rock donde Jimmy, personaje principal de la opera pierde el control.

### Letras
El compositor de la canción se expresa de su tema:

“Jimmy 'se sale de control' cuando ve a una chica que le gusta especialmente con un amigo suyo. En un estado desesperado de frustración, destroza su scooter y decide ir a Brighton donde lo había pasado bien con sus amigos, para perseguir a los Rockers y comer pescado y patatas fritas."
Pete Townshend

## Grabación
La canción fue grabada en los Olympics Studio, Londres, en mayo de 1972. La batería crea una introducción hacía el tema. Cantadas por Roger Daltrey, las primeras líneas de la canción se dirigen a Jimmy, el personaje central de la ópera-rock. Describen su impresión de haber sido engañado, por sus amigos. Las líneas que le siguen, cantadas por Townshend, vienen de Jimmy a sí mismo.